# Bertha Pappenheim
Bertha Pappenheim (Vienna, 27 febbraio 1859 – Neu-Isenburg, 28 maggio 1936) è stata una scrittrice e giornalista austriaca.
Fu inoltre promotrice dell'associazionismo femminile in Germania già all'inizio del Novecento ed è ritenuta un'antesignana del movimento femminista.
Più nota come Anna O., fu la celebre paziente di Josef Breuer trattata mediante ipnosi per diversi sintomi dell'isteria finché del caso non si interessò Freud e da tale interesse derivò un importante stimolo per la nascente psicoanalisi. Divenne quindi celebre per essere stata la prima persona ad essere trattata per l'isteria con la tecnica del metodo catartico e l'uso del lettino, che divenne poi il simbolo della stessa psicoanalisi, ma non si può sapere cosa ne pensasse in quanto avrebbe distrutto tutti i documenti riguardanti la sua infanzia e i suoi disturbi giovanili. Dora Edinger, nella sua biografia, scrisse che dopo la guarigione "Berta Pappenheim non parlava mai di questo periodo della sua vita e si opponeva con veemenza a ogni proposta di cura psicoanalitica per le persone di cui era responsabile, con grande sorpresa di quanti lavoravano con lei.".

## Biografia
Bertha Pappenheim dedicò la propria vita al miglioramento della posizione sociale ed economica delle donne e dei bambini ebrei in Germania ottenendo sostegni nazionali ed internazionali per la causa delle donne ebree. Nacque terza di quattro figli in una famiglia benestante, ebraica-ortodossa, si confrontò molto precocemente coi privilegi riconosciuti al fratello più giovane del quale fu acerrima rivale e arrivò a detestare la condizione che la costringeva ad essere solo una ragazza, ritenendo che il suo intelletto fosse soffocato dalle attese della famiglia e dalla tradizione che la destinava al ruolo di moglie e madre. Perciò pretese di studiare e si laureò in una università cattolica con ottimi risultati in francese, italiano ed inglese, impegnandosi occasionalmente, già in quel tempo, in opere di solidarietà preludio al suo successivo occuparsi delle donne delle classi più trascurate in iniziative di giustizia sociale.
Poco dopo la morte del padre, alla cui assistenza si dovette dedicare per un lungo periodo a causa della grave malattia, iniziò a manifestare sintomi invalidanti, diagnosticati come isterici, in virtù dei quali divenne nota come Anna O. Per parecchi anni, anche dopo la conclusione del trattamento di Josef Breuer, soffrì di ricadute gravi che causarono occasionali ricoveri; ciò fino al 1889 e al suo trasferimento a Francoforte dove, con l'aiuto di benefattori, iniziò a coltivare assiduamente il suo interesse per la giustizia sociale e nel 1890, con un libro scritto sotto lo pseudonimo di Paul Berthold dal titolo “Nel negozio di seconda mano”, una raccolta di brevi narrazioni, delineò la condizione dei bambini e dei poveri. Più tardi si lasciò attrarre dai lavori di Helene Lange nella sfera culturale e politica del femminismo tedesco e cercò di integrare tale nuova passione con le sue preoccupazioni per la giustizia sociale e la propria identità di donna ebrea.
In tale contesto si colloca un suo lavoro del 1899, “I diritti delle donne” e la decisione di pubblicare in tedesco il testo di Mary Wollstonecraft “Una rivendicazione dei diritti delle donne”. Dopo un periodo di volontariato in un orfanotrofio di Francoforte, come cuoca, amministratrice della scuola materna e infine direttrice, pubblica nel 1910 due testi sulle modeste occasioni educative e l'indigenza delle ragazze ebree: “Il problema ebraico in Galizia" e “Sullo stato della popolazione ebraica in Galizia". Nel 1902 fondò la “Weibliche Fürsorge” (Assistenza femminile), una lega destinata all'inserimento degli orfani in nuove famiglie, all'istruzione delle madri nella cura dei bambini e a fornire consigli e possibilità d'impiego professionali per le donne. Come rappresentante di tale lega viaggiò in Medio Oriente, Europa ed in Russia interessandosi alla prostituzione e alla tratta della bianche e allora - raccogliendo il materiale poi divulgato nella più nota tra le sue pubblicazioni, “Sisyphus Work” (Fatica di Sisifo) - avvertì l'esigenza di una grande organizzazione dedita a iniziative sociali ed ai problemi delle donne ebree, che fosse indipendente e rivale dalle paragonabili istituzioni ebraiche istituite in funzione maschile.
Con altri attivisti, nel 1904 fondò il Jüdischer Frauenbund (lega delle donne ebree), di cui rimase presidente per vent'anni, un sodalizio che tra l'altro, conduceva la campagna contro la tratta delle bianche, particolarmente in Europa Orientale, contribuendo all'incremento delle tutele legali per le donne. Bertha Pappenheim definì “Sisyphean" questa fase del suo lavoro, una fatica di Sisifo, in quanto spesso i progressi nella consapevolezza delle donne ebree sollevavano forti resistenze nelle stesse comunità giudaiche che negavano l'esistenza di simili problemi nella loro popolazione. Ella più avanti dimostrò ironicamente come il nazismo usasse i suoi testi sulla tratta delle bianche tra gli ebrei come propaganda antisemita.
Il Frauenbund ebbe inoltre la funzione di stabilire l'uguaglianza tra le donne e gli uomini in secolari questioni della Comunità: fu Bertha Pappenheim a promuovere l'accesso delle donne all'ambito altamente selezionato della Comunità ebraica tedesca. Un obiettivo del Frauenbund fu la formazione finalizzata alla carriera, promossa quale percorso di indipendenza finanziaria e di realizzazione personale per le donne, malgrado le difficoltà causate dalle condizioni e dai ruoli tradizionali, quali il governo della casa, la professione d'infermiera ed il lavoro sociale; in tale progetto Bertha Pappenheim si accertava comunque che la cultura delle tradizioni ebraiche, soprattutto riguardo al rispetto dei ruoli nella famiglia e delle ricorrenze, restasse centrale nella formazione femminile.
Oltre alla compilazione e alla pubblicazione dei periodici del Frauenbund, nel 1910 tradusse in tedesco moderno le memorie di Glikl bas Judah Leib, sua lontana parente. Nel 1913, pubblicò un gioco, "I momenti tragici" e nel 1916 numerosi brevi racconti sulla condizione delle donne nell'ebraismo, sugli effetti dell'antisemitismo e dell'assimilazionismo. Criticava con severità il Sionismo nei suoi scritti, ritenendo che dividesse le famiglie e trascurasse quanto riguardava le donne. Dopo avere lasciato la presidenza del Frauenbund, durante un periodo di salute precaria, Bertha Pappenheim tradusse testi in lingua ebraica come il Ma-àseh Buch (Il libro dei fatti, una collezione di narrativa in lingua ebraica tradizionale), il Ze'enah u-Re'enah (traduzioni e interpretazioni della Bibbia per le donne risalente al XVI secolo), il Pentateuco e le Haftarot (Commenti per lo Shabbat tratti dai Profeti). Negli ultimi anni della sua vita si espresse patriotticamente contro l'emigrazione degli ebrei dalla Germania, malgrado l'incombere delle leggi antiebraiche.
Morì il 28 maggio 1936, a Neu-Isenburg, poco dopo un interrogatorio della Gestapo seguito ad un'accusa di antinazismo fattale da un conoscente. La sua morte fu commemorata con un modesto funerale il cui necrologio si concludeva così: “Nel 1904, fondò il Jüdischer Frauenbund, la cui importanza ancora non è stata compresa. Gli ebrei del mondo intero - uomini e donne - devono ringraziarla per questo successo sociale. Ma si rifiutano. Che peccato!"